# Карл Ваугоин
Карл Ваугоин (Беч, 8. јул 1873 – Кремс, 10. јун 1949) био је аустријски политичар и представник Хришћанско-социјалне партије.

## Биографија
Рођен као син златара и представника градског савета Беча, Ваугоин је циљао каријеру редовног службеника већа након једногодишњег добровољног рада 1894. на који се могао пријавити тек након завршетка основног образовања као официр у јединици по избору. Међутим, откривено је да није завршио основно образовање и 1899. је стављен у посебну службу. Од 1898. био је у активан у влади Доње Аустрије, а у исто време се придружио и Хришћанској социјалној партији коју је представљао од 1912. до 1920. у Бечком окружном савету.
У Првом светском рату Ваугоин је водио радионицу у возу након кратког боравка на фронту и на крају рата је догурао до позиције капетана. Од 1918. до 1920. је био члан градског савета Беча. 1920, па све до 1933. представник Националног већа Аустрије. Од 1921. до 1933. је био министар одбране, док је од 1920. до 1930. је био вицеканцелар, а од септембра до децембра 1930. је обављао функцију канцелара Аустрије. Као министар одбране реорганизовао је војску Аустрије и трудио са да после Првог светског рата из војске избаци социјалисте и комунисте.
Ваугоин је за време Другог светског рата био у притвору у Тирингији, а од 1943. је био затворен у Литсчау. Парализован због болести своје задње месеце живота је провео у самостану у Дорнштајну.